# ポーランド王国 (1916年-1918年)

ポーランド王国
Królestwo Polskie (ポーランド語)
Königreich Polen (ドイツ語)

ポーランド摂政王国の位置

ポーランド王国（ポーランドおうこく、ドイツ語: Königreich Polen、ポーランド語: Królestwo Polskie）またはポーランド摂政王国（ドイツ語: Regentschaftskönigreich Polen、ポーランド語: Regencyjne Królestwo Polskie）は、ドイツ帝国とオーストリア＝ハンガリー帝国が第一次世界大戦中の1916年に共同で発した11月5日勅令により、その創設が提案された国家である。同国は明確な国境を位置付けないまま旧ロシア帝国領プリヴィスリンスキー地方（ポーランド立憲王国がかつて存在した地域）に創設されることになり、同時にドイツ帝国の傀儡国家となるはずであった。この提案は中央同盟国がポーランド人の軍事的協力を得るために行った提案であり、当然ながらドイツ国内の支持を受けられるはずもなかった。完全に発足しないまま、ポーランド第二共和国にとって代わられた。

## 王国の創設

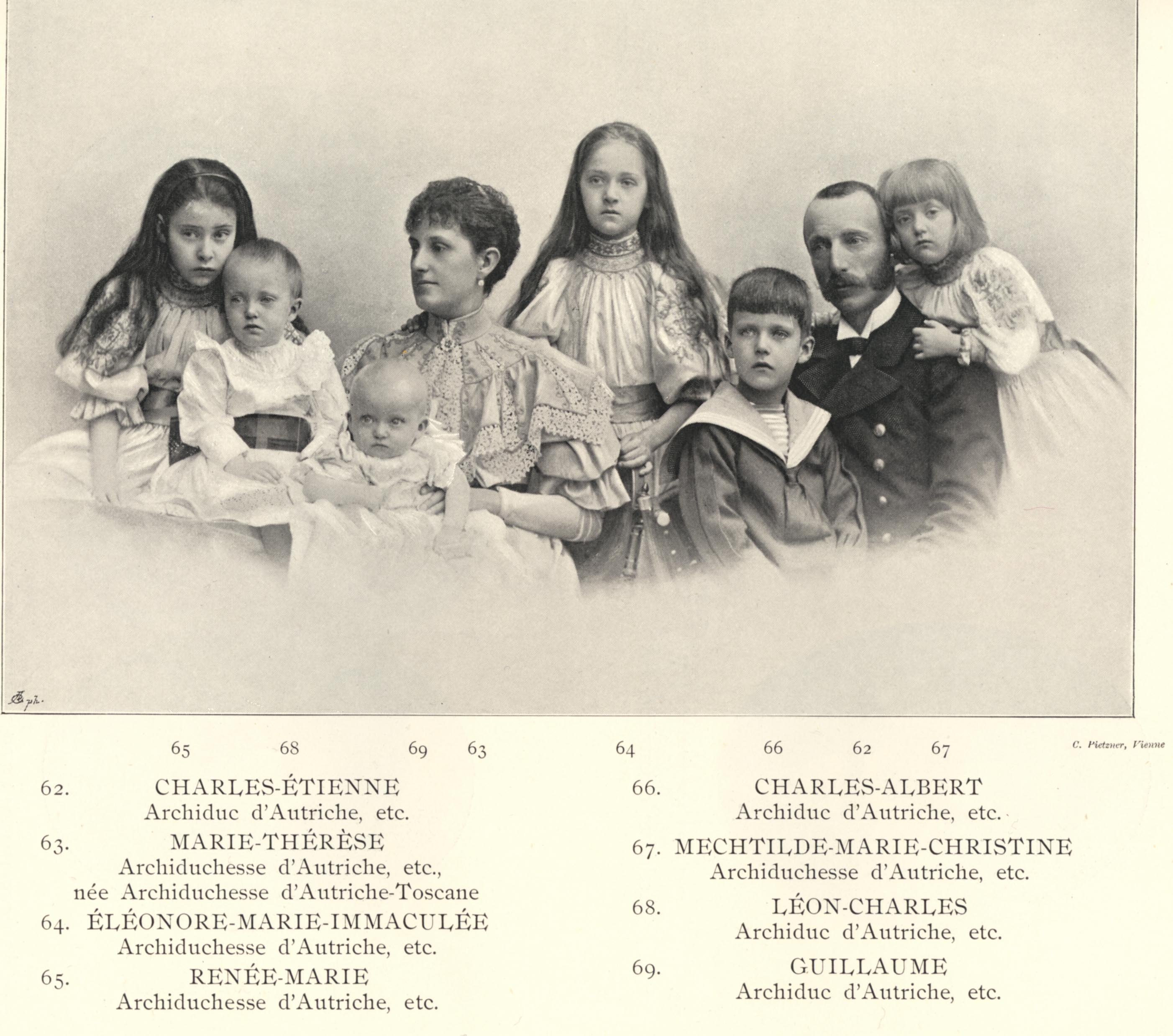
カール・シュテファン大公とその家族

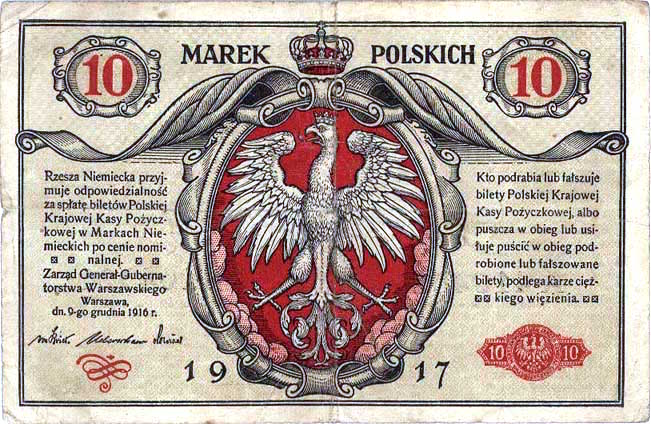
10ポーランド・マルク、1917年

ドイツとオーストリアの両皇帝はポーランド摂政会議（ポーランド語：Rada Regencyjna）の設置を認め、同会議にドイツが占領したロシア領ポーランド地域の制限付きの行政権、および国王を選出する権限を与えた。
最初、国王候補にはオーストリアのカール・シュテファン大公の名前が挙がっていた。カール・シュテファンは娘2人をそれぞれポーランドの大貴族、ヒェロニム・ミコワイ・ラジヴィウ公とオルギェルト・チャルトリスキ公に嫁がせていたからである。また彼は流暢なポーランド語を話し、オーストリア領ガリツィア・ロドメリア王国（オーストリア領ポーランド）のジヴィエツに居を構えてもいた。大公は王冠の獲得に強い意欲を示したが、オーストリア帝室の一員であるため、家長のオーストリア皇帝カール1世の許しを得ねばならなかった。カール1世は自身がポーランド王位につく気でいたため、カール・シュテファンに許しを与えるのをためらった。戦争が進展するにつれてオーストリア=ハンガリーがドイツ帝国への従属度を深めていくと、オーストリア人候補がポーランド王位を獲得する可能性は消えた。ドイツ帝国側は、この未来の傀儡国家を自国の皇子の一人が支配することを要求していた。
かつてロシア領ポーランド立憲王国だった地域では、ロシア語に代えて新たにドイツ語が行政と司法の使用言語として導入された。1863年の1月蜂起以後、ロシア政府はポーランド人に教育機関と政治機関でポーランド語を使用することを一切禁止していたが、新しい王国ではポーランド語を使用することも許容された。ポーランド国防軍（ドイツ語：Polnische Wehrmacht、司令官はヴワディスワフ・シコルスキ）と呼ばれる中央同盟国の支援部隊が、ドイツ帝国の総力戦を支えるために設置されたが、ポーランド人はほとんど部隊の募集に応じることはなく、ドイツの目論見は外れてしまった。摂政王国が末期に入った時点で、部隊に所属していたのはわずかに5000人であった。摂政王国は独自の貨幣、ポーランド・マルク（ポーランド語：Marka polska）を発行していた。1917年9月12日には憲法が起草され、議会二院制に基づく立憲君主制を選択することが決まったが、行政上の最高責任者は未定のままであった。

## 摂政

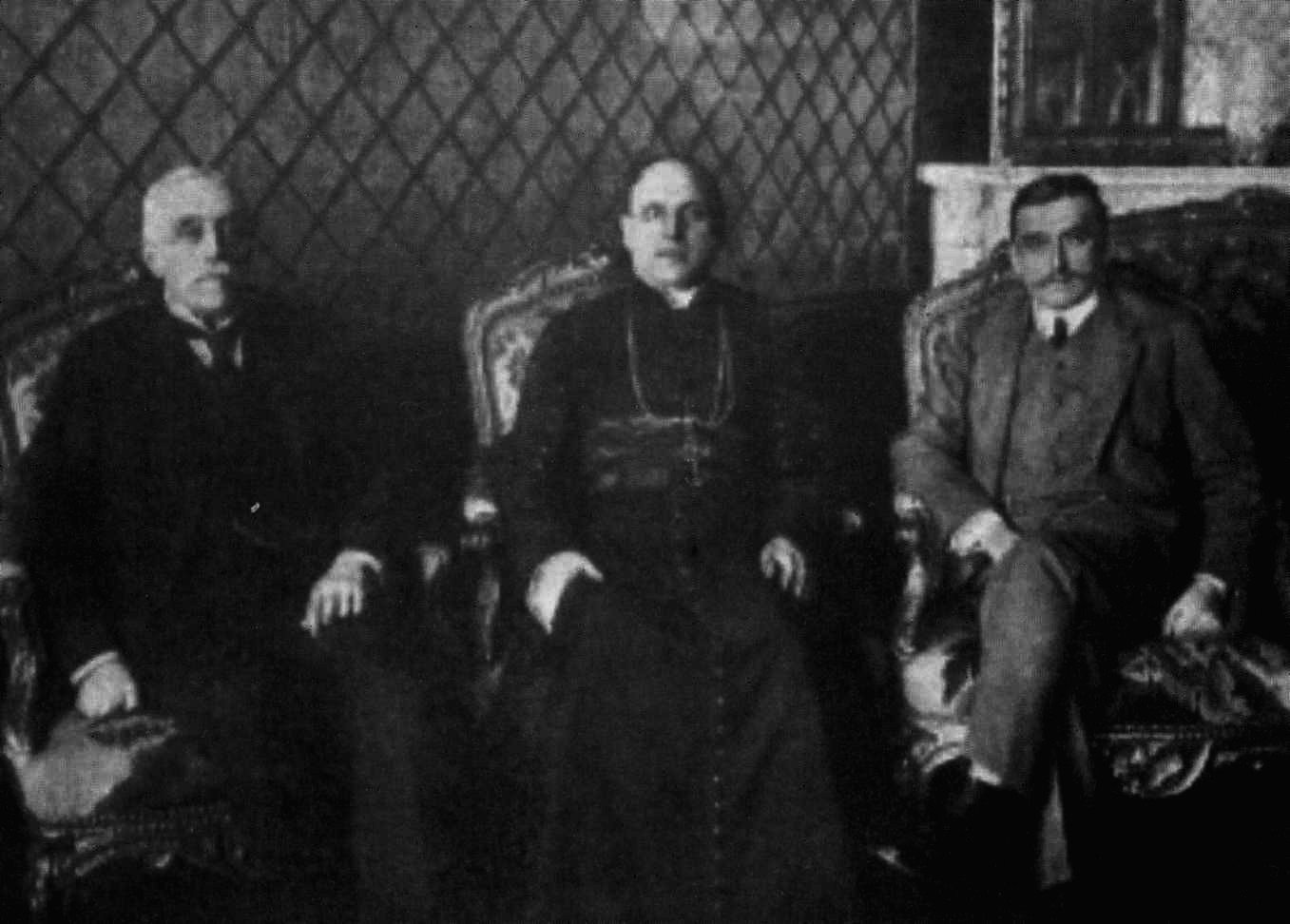
ポーランドの摂政たち、左からオストロフスキ伯爵、カコフスキ枢機卿、ルボミルスキ公

摂政会議はドイツ人総督ハンス・ハルトヴィヒ・フォン・ベセラー（Hans Hartwig von Beseler）に抑え込まれ、新王を選出する事も出来ず、重要性を持つこともなかった。1918年11月11日、摂政会議はユゼフ・ピウスツキを軍総司令官に任命、さらに3日後の11月14日にピウスツキを国家主席としたうえで会議を解散した。
- アレクサンデル・カコフスキ枢機卿…ワルシャワ大司教、ポーランド王国首座大司教
- ズジスワフ・ルボミルスキ公…大地主、ワルシャワ市長（1915年 - 1917年）
- ユゼフ・オストロフスキ伯爵…大地主、ロシア帝国議会のポーランド会派の前代表者

## 首相
- 1917年11月20日 - 1918年2月27日：ヤン・クハジェフスキ
- 1918年2月27日 - 1918年4月3日：アントニ・ポニコフスキ
- 1918年4月4日 - 1918年11月5日：ヤン・カンティ・ステチュコフスキ
- 1918年11月5日 - 1918年11月11日：ヴワディスワフ・ヴルブレフスキ